# Mount Levack
Mount Levack ist ein 2670 m hoher Berg im westantarktischen Ellsworthland. Er ragt 21 km östlich des Mount Ostenso in den Sullivan Heights im Zentrum der Sentinel Range des Ellsworthgebirges auf.
Der United States Geological Survey kartierte ihn anhand eigener Vermessungen und mithilfe von Luftaufnahmen der United States Navy zwischen 1957 und 1959. Das Advisory Committee on Antarctic Names benannte ihn 1961 nach Major Herbert T. Levack (1916–2010) von der United States Air Force, der an der Errichtung der Südpolstation in den Jahren 1956 bis 1957 beteiligt war.